# Kostas Poulis
Konstantinos „Kostas“ Poulis (griechisch Κωνσταντίνος «Κώστας» Πούλης, * 1928; † 7. Dezember 1986) war ein griechischer Fußballspieler.

## Sportlicher Werdegang
Poulis spielte zwischen den späten 1940er und in den 1950er Jahren für AEK Athen in der nationalen Meisterschaft, wobei die Mannschaft häufig nicht über die regionale Serie hinauskam. Während die Landesmeisterschaft seinerzeit von Olympiakos Piräus und dem Athener Lokalrivalen Panathinaikos dominiert wurde, gewann der Mittelfeldspieler zwei Mal mit seinem Klub den griechischen Landespokal. 1950 wurde im Endspiel Aris Thessaloniki mit 4:0 geschlagen, sechs Jahre später war beim 2:1-Erfolg Olympiakos Piräus der Gegner. Die gleiche Endspielpartie hatte es zudem 1953 gegeben, seinerzeit gewann jedoch Olympiakos durch einen 3:2-Sieg den Titel. 1959 qualifizierte er sich mit dem Klub für die neu eingeführte landesweite Liga. Er beendete seine Karriere 1960/61 bei Apollon Smyrnis.
Im Februar 1950 debütierte Poulis bei einer 0:2-Länderspielniederlage gegen Ägypten im Trikot der griechischen Nationalmannschaft. In den folgenden Jahren gehörte er regelmäßig zum Kader der Landesauswahl. Im Sommer 1952 nahm er an den Olympischen Sommerspielen 1952 teil, das Fußballturnier endete für ihn und die griechische Auswahl mit einer 1:2-Auftaktniederlage gegen Dänemark jedoch direkt nach dem ersten Spiel. Im November 1953 lief er im Rahmen der Qualifikation zur Weltmeisterschaftsendrunde 1954 zu seinem neunten und letzten Spiel für die Nationalmannschaft auf. Mit einem 1:0-Erfolg über Israel erhielt sich die Auswahl zunächst ihre Chancen auf eine Turnierteilnahme, mit einer 0:1-Niederlage im März des folgenden Jahres im direkten Vergleich mit Jugoslawien um den Gruppensieg verpasste die Mannschaft ohne Poulis letztlich die Teilnahme am in der Schweiz ausgetragenen Turnier. 